# Zizaniopsis miliacea
Zizaniopsis miliacea là một loài thực vật có hoa trong họ Hòa thảo. Loài này được (Michx.) Döll & Asch. miêu tả khoa học đầu tiên năm 1871.